# Stopfenheim
Stopfenheim ist ein Gemeindeteil der Stadt Ellingen im Landkreis Weißenburg-Gunzenhausen (Mittelfranken, Bayern). Die Gemarkung Stopfenheim hat eine Fläche von 14,232 km². Sie ist in 1192 Flurstücke aufgeteilt, die eine durchschnittliche Flurstücksfläche von 11939,45 m² haben. In ihr liegt neben dem namensgebenden Ort der Gemeindeteil Tiefenbach.

## Lage
Das Pfarrdorf Stopfenheim liegt innerhalb einer weiten Offenlandschaft an der Bundesstraße 13 zwischen Ellingen im Südosten und Gunzenhausen im Nordwesten. Im Ort kreuzt die B 13 die Kreisstraße WUG 3 von Alesheim (im Südwesten) nach Dorsbrunn (im Nordosten). Durch den Ort fließt der Störzelbach, ein Zufluss der Altmühl. Im Ort befindet sich der Kesselweiher.

## Geschichte
Bei Stopfenheim wurde eine bandkeramische Siedlungsstelle gefunden.
Der Ort dürfte während der fränkischen Landnahme (5. bis 8. Jahrhundert) als Dorf des Stopfo im Sualafeld entstanden sein. Die erste namentliche Erwähnung findet man in den „Miracula S. Waldburgis Monheimensia“ von 894/95. Zwischen 1057 und 1075 weihte der Eichstätter Bischof Gundekar II. eine Kirche; 1182/1196 wurde ein Nachfolgebau durch Bischof Otto konsekriert. Frühe Grundherren waren hier das Benediktinerkloster Wülzburg, der Deutsche Orden, die Kirche von Eichstätt, die Reichsmarschälle von Pappenheim und andere Adelige. 1274 ist ein Ortsadeliger namens Marquard von Stopfenheim urkundlich erwähnt. 1281 erscheint ein Ritter Sifrid Pezzaer de „Stoppenheim“; das Geschlecht der Peysser/Peizer tritt noch mehrmals urkundlich in Erscheinung. 1289 erfährt man von einer Burg am Ort. 1291 und 1296 wird ein „miles Conradus dictus Peizer“ (Ritter Konrad genannt Peizer) im Gefolge des letzten Grafen von Hirschberg, Gebhard VII. genannt. Zu Beginn des 14. Jahrhunderts scheinen die Seckendorffer in den Besitz des Dorfes gekommen zu sein; 1369 sitzt ein Walther von Seckendorff zu Stopfenheim. 1337 ist ein Eberhard von Stopfenheim Domherr in Eichstätt. Das 1349 neben anderen Privilegien von König Karl IV. verliehene Stadtrecht kam nicht zum Tragen. 1422 verkauften die Seckendorffer ihren Stopfenheimer Besitz mit allen Rechten an die Nürnberger Patrizier Rieter. 1427 kommt es allerdings zu einem Prozess um das Schloss Stopfenheim zwischen Jörg von Seckendorff und den Nürnberger Patriziern Haller und Rieter; Wolf(hard) von Seckendorff lässt sich von 1430 bis 1442 als Eigenherr des Schlosses nachweisen. 1442 verkaufte dieser an den Deutschen Orden. 1484 entstand die dritte Kirche Stopfenheims. Das Giltbuch des Klosters Ahusen (Auhausen) von 1491 weist Besitz in Stopfenheim aus. 1566 kam der Ort zur Gänze grundherrlich in den Besitz des Deutschen Ordens; dieser übte seit dem 14. Jahrhundert das Patronatsrecht der Pfarrei aus und errichtete im 18. Jahrhundert die vierte und damit heutige katholische Pfarrkirche. 1716 baute der Orden im Ort ein Vogteigebäude, heute genannt „Deutschordensschloss Stopfenheim“.
In Stopfenheim wurden 1590 bis 1629 Hexenverfolgungen durchgeführt: 13 Personen gerieten in Hexenprozesse, zwei wurden freigelassen, alle anderen wurden in Ellingen hingerichtet.
1789 endete die Zugehörigkeit des Ortes zur deutschordisch-fränkischen Ballei, die ihre starke eigenständige Stellung verlor. Stopfenheim war nunmehr kein eigenes Amt mehr, sondern nur noch Sitz eines Amtsdieners des Obervogteiamtes Ellingen des Hoch- und Deutschmeisters zu Mergentheim. Am Ende des Alten Reiches gehörte Stopfenheim fast zur Gänze dem Deutschen Orden; kleineren Besitz hatten nur das Klosterverwalteramt Auhausen, das Hospital Ansbach, die Pfarrei Oberhochstatt, die Pfarrei Stopfenheim und die Frühmesse Eschenbach.
Infolge der Säkularisation wurde Stopfenheim 1806 bayerisch. Im bayerischen Landgericht und Rentamt Weißenburg bildete Stopfenheim 1808 mit Tiefenbach einen Steuerdistrikt (ab 1811 Gemeinde), der 1815 mit neun anderen Steuerdistrikten/Gemeinden als „Herrschaftsgericht Ellingen“ durch königliche Dotation an den Feldmarschall Fürsten Wrede kam. 1835 hatte Stopfenheim bei 120 Häusern 60 Einwohner. Ab 1852 gehörte Stopfenheim dem Landgericht Ellingen an.
Am 1. Juli 1972 wurde Stopfenheim bei der bayerischen Gebietsreform ein Ortsteil der Stadt Ellingen.

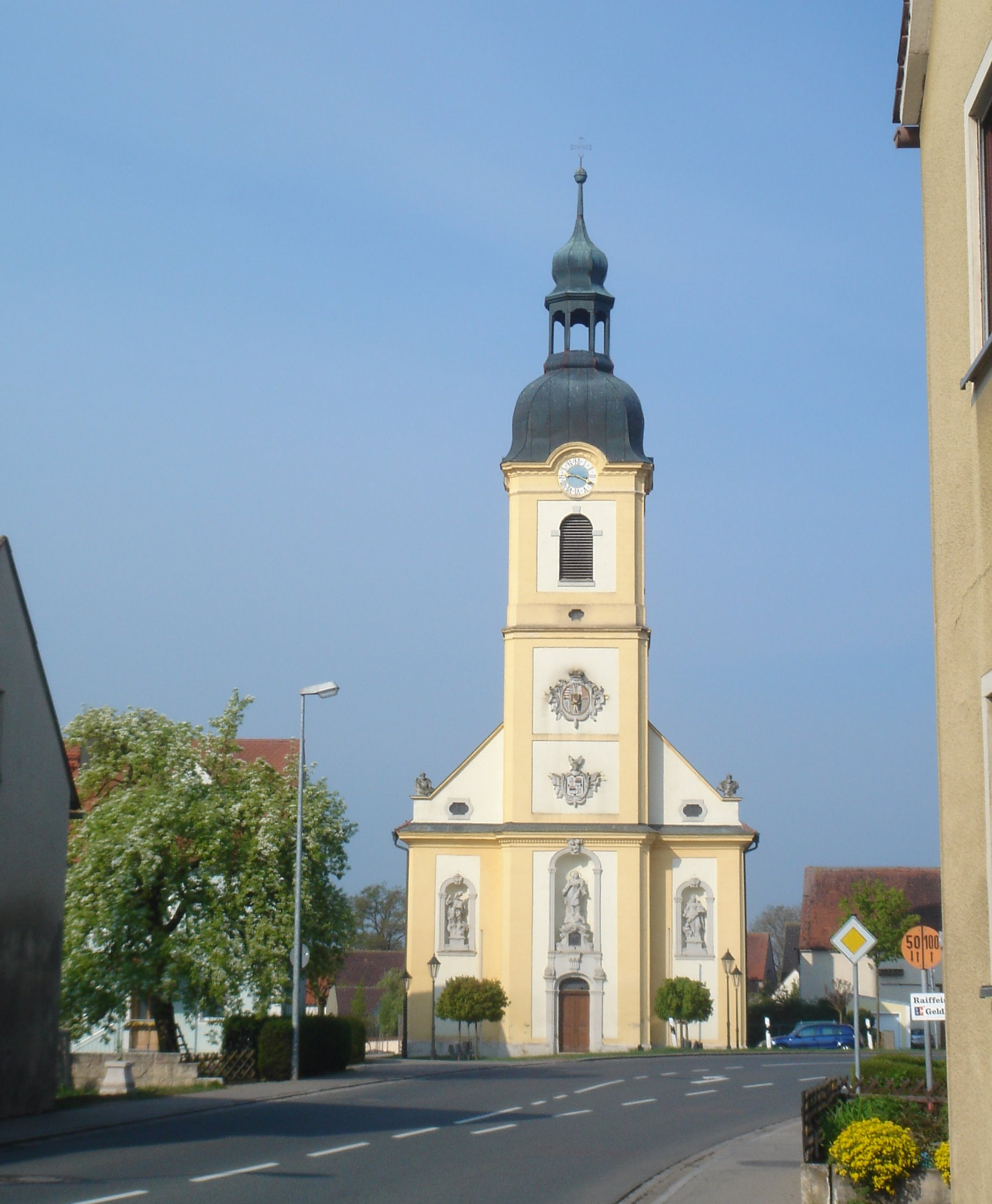
Pfarrkirche St. Augustin, Ostfassade

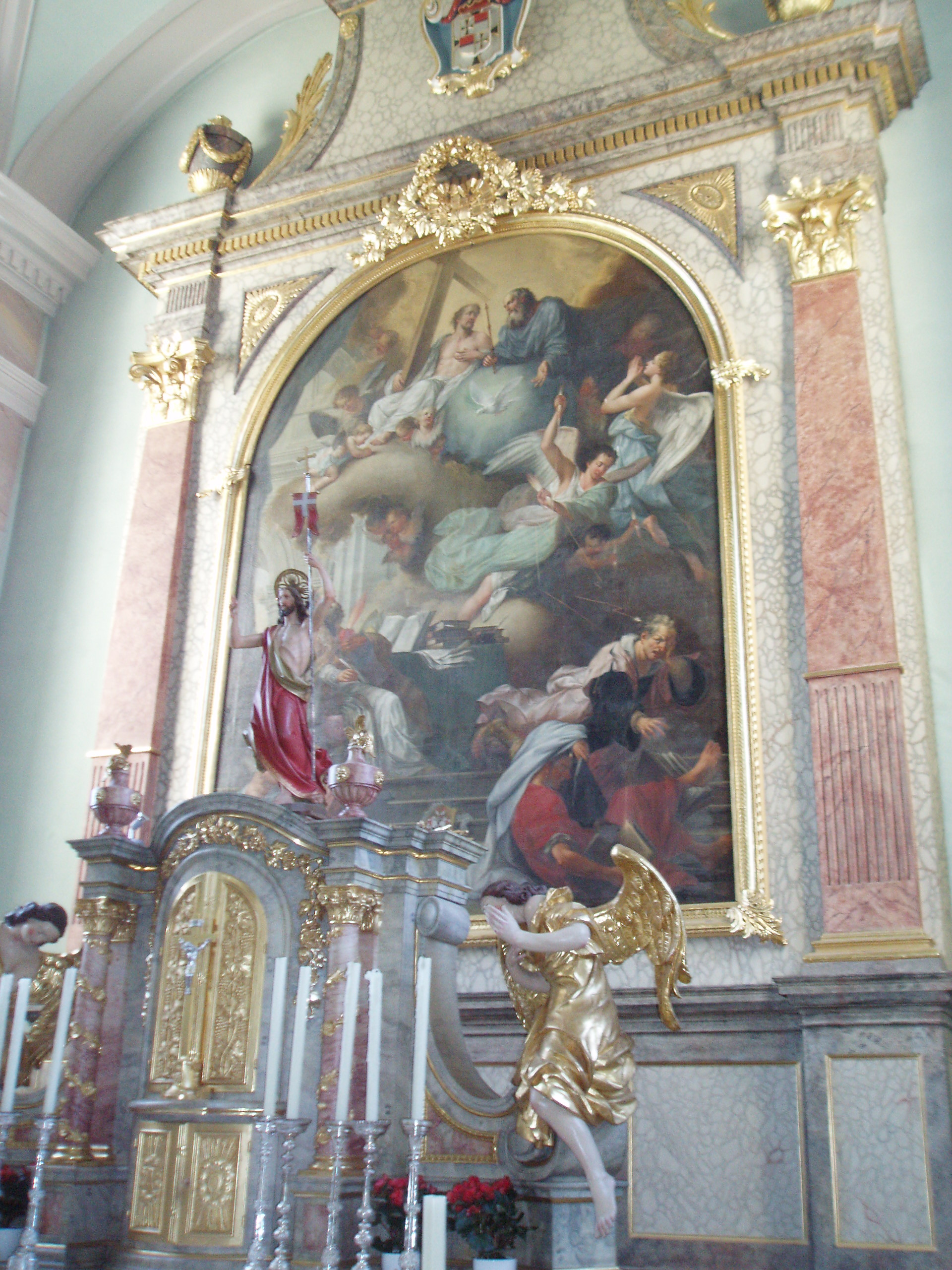
Hochaltar mit Altarbild

## Wirtschaft
Die Darlehenskassenverein Stopfenheim mit Dorsbrunn und Tiefenbach wurde im Februar 1897 gegründet. Bei der Gründungsversammlung waren 15 Landwirte und Handwerker anwesend. Die Genossenschaft überstand die Zeit der beiden Weltkriege, 1923 wurde die Bilanz in Billionen ausgewiesen wurde und nach der Währungsumstellung 1948 standen Verluste in den Jahresabschlüssen. Von 1946 bis 1982 war Theresia Bittner Rechnerin und anfangs Joseph Wachter Vorstandsvorsitzender, dem von 1950 bis 1973 Michael Krach folgte.
1952 änderte sich die Firmenbezeichnung in Raiffeisenkasse Stopfenheim, 1970 wurde ein neues Bankgebäude mit angeschlossenem Lagerhaus eingeweiht. Bei der Umrüstung der Bank auf elektronische Datenverarbeitung 1984 betrug die Bilanzsumme 16 Millionen Mark. 1999 erfolgte die Fusion mit der Raiffeisenbank Weißenburg und seit 2007 gehört Stopfenheim zu den 40 Geschäftsstellen der Raiffeisenbank Weißenburg-Gunzenhausen.

## Baudenkmäler

### Katholische Pfarrkirche St. Augustin
Die Kirche wurde 1773 bis 1775 im Stil des Spätbarock und des frühen Klassizismus von der Deutschordensballei Franken mit Sitz im nahen Ellingen errichtet. Der Deutsche Orden hatte seit 1320 das Patronatsrecht inne. Geplant und gebaut wurde sie vom Ordensbaumeister Matthias Binder (Pinther) aus Ellingen, der die hohe, lichtdurchflutete Saalkirche an der Stelle der 1484 errichteten Kirche hochzog. Der dreigeschossige Turm mit Kuppeldach und Laterne springt nur mäßig aus der Ostfassade hervor. Über dem Portal steht in einer Nische eine überlebensgroße Steinfigur der Maria Immaculata, 1776 von Leonhard Meyer geschaffen. Darüber befindet sich das Wappen des Erbauers, Landkomtur Franz Sigmund Albert Freiherr von Lehrbach, und darüber das Wappen des damaligen Deutschordenshochmeisters Karl Alexander von Lothringen. In den beiden Nischen seitlich des Turmes stehen die Meyer’schen Steinfiguren des heiligen Georg und der heiligen Elisabeth von Thüringen. Seine auf der Dachschräge der Ostfassade stehenden Figuren stellen wahrscheinlich die Apostelfürsten Petrus und Paulus dar. Der klassizistische Hochaltar (um 1782) zeigt ein Altarbild des Kirchenpatrons in Betrachtung der hl. Dreifaltigkeit vom Münchner Hofmaler Christian Wink von 1782. Die Seitenaltäre von 1720 aus der Vorgängerkirche sind Rokokoschöpfungen; das rechte barocke Seitenaltarbild stellt die Huldigung der Magier, das linke die Muttergottes mit dem Jesuskind, eine Nazarenerarbeit, die als Geschenk des Pfarrers Dr. Philipp Aurnhammer († 1981) in die Kirche kam. Die Kanzel (um 1780) mit rechteckigem Korpus ist klassizistisch. Gegenüber hängt ein großes Kruzifix mit Maria als Mater dolorosa (um 1780). Das formenreich flachgeschnitzte barocke Chorgestühl stammt samt geschnitzter Kommunionbank von 1720, das Orgelgehäuse von 1730. Auf dem Deckel des spätbarocken Taufsteins steht eine Figur des hl. Johannes des Täufers von Leonhard Meyer. Das Deckengemälde wurde erst 1863/64 von dem Historienmaler Wilhelm Asselborn eingebracht. Es zeigt die Himmelfahrt Christi und ist von weiteren Gemälden umgeben. Im Chor malte er die Geburt Christi. Der auf Blech gemalte Kreuzweg ist ein Werk von Karl von Waibl von 1843. Ab 1714 wirkte Franz Xaver Bovius, Hersteller von Sonnenuhren, in Stopfenheim als Kooperator.
Die katholische Pfarrei St. Augustinus umfasste 2007 insgesamt 1.147 Katholiken. Zu ihr gehört seit 1928 die Expositur St. Nikolaus in Dorsbrunn mit 705 Einwohnern (Stand: 2007; davon 320 Katholiken). Die Pfarrei ist gleichzeitig Sitz des Regional-Jugendseelsorgers für die katholischen Dekanate Weißenburg und Herrieden.

### Deutschordensschloss

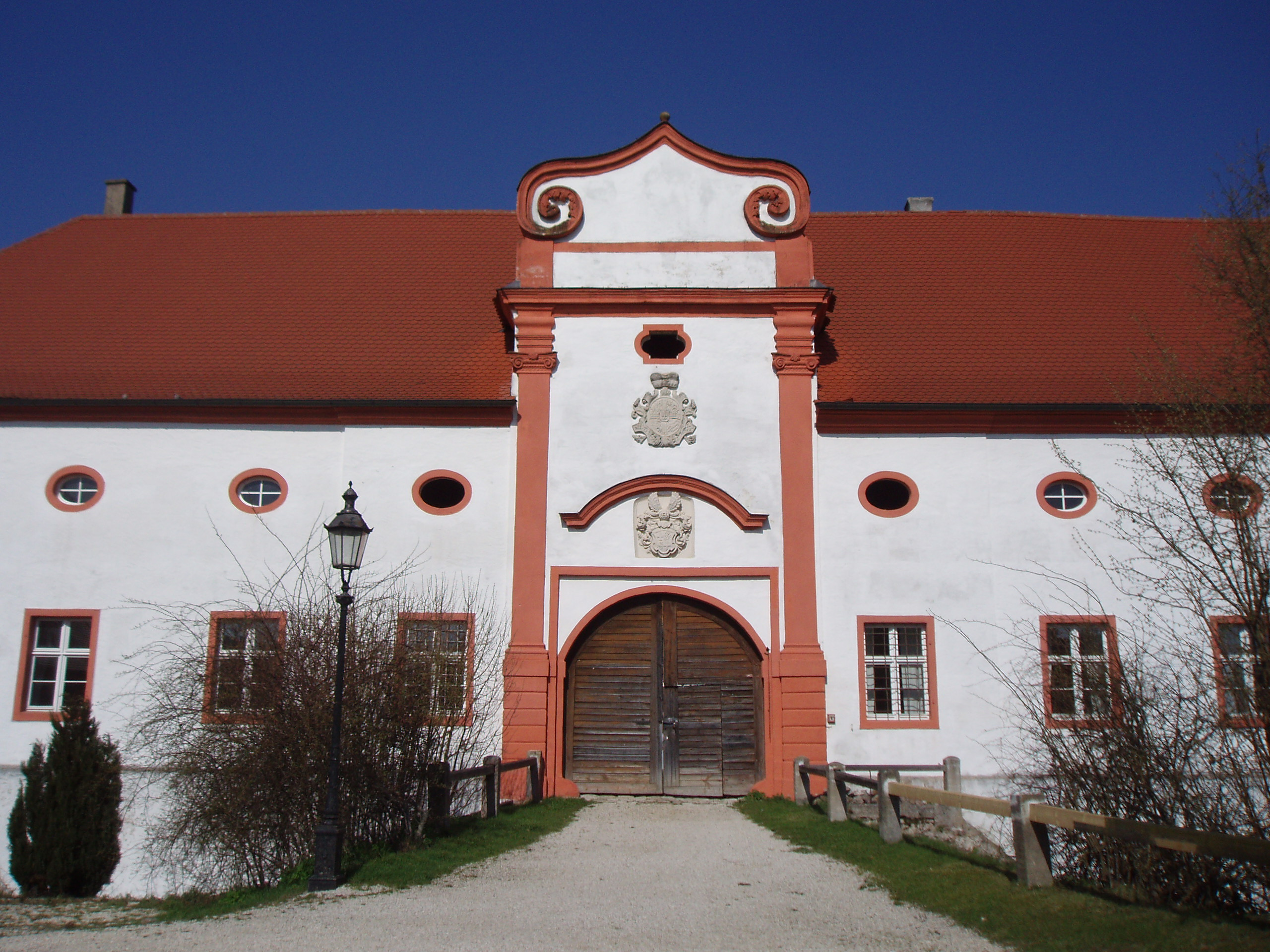
Deutschordensvogtei Stopfenheim

In Stopfenheim ist das Gebäude einer Deutschordensvogtei (von außen) zu besichtigen, ein Barockbau von 1716 des Deutschordensbaumeisters Franz Keller, eine Vierflügelanlage um einen rechteckigen Hof, umgeben von einem ehemaligen Wassergraben.

## Vereine
Im örtlichen Vereinsleben sind die Freiwillige Feuerwehr, die Soldaten-, Krieger-, Reservisten-Kameradschaft, der Sportverein DJK mit einer Schützenabteilung, der Katholische Deutsche Frauenbund, die Katholischen Landjugendbewegung, der Krankenpflegeverein und eine Trachtengruppe aktiv.

## Sonstiges
- Das Heimatfest findet alljährlich am dritten Juliwochenende statt.
- Es gibt einen dreigruppigen Kindergarten, das „Wurzelhaus“.
- Die Fränkische Kleinwagensammlung Bittner steht in Stopfenheim. Die Familie Bittner stellt dort etwa 20 Kleinwagen deutscher Hersteller der Nachkriegszeit aus. Genannt werden Fend Flitzer, Brütsch Mopetta, Goggomobil als Limousine und Transporter, BMW Isetta, Fuldamobil, Heinkel Kabine, Champion, Lloyd und Victoria Spatz.[8]

## Persönlichkeiten
- Georg Joseph Gruber (1773–1819), Kaufmann, Gastwirt und Politiker in Eichstätt